# وگچی
وگچی (به اسپانیایی: Vegachi) یک سکونتگاه مسکونی در کلمبیا است که در Andean Region واقع شده‌است.